# 天廩增一
金牛座6，又名BD+08 528，HD 21933、SAO 111246、HR 1079，是金牛座的一颗恒星，视星等为5.77，位于銀經175.51，銀緯-36.55，其B1900.0坐标为赤經3h 27m 11.2s，赤緯+9° -36.55′ 8″。